# Cephalotaceae

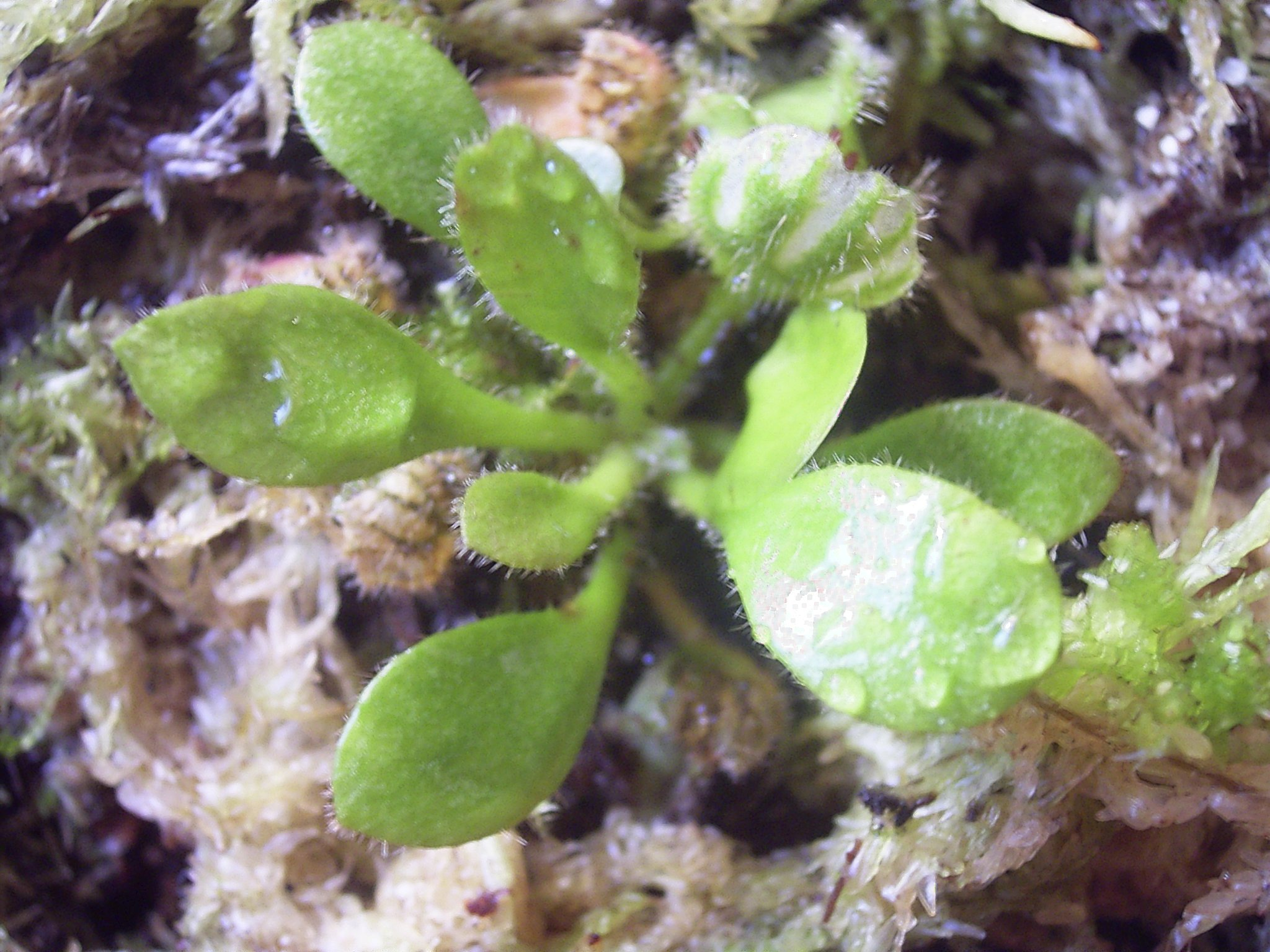
Cephalotus follicularis: planta jovem (2–3 anos), em cultura

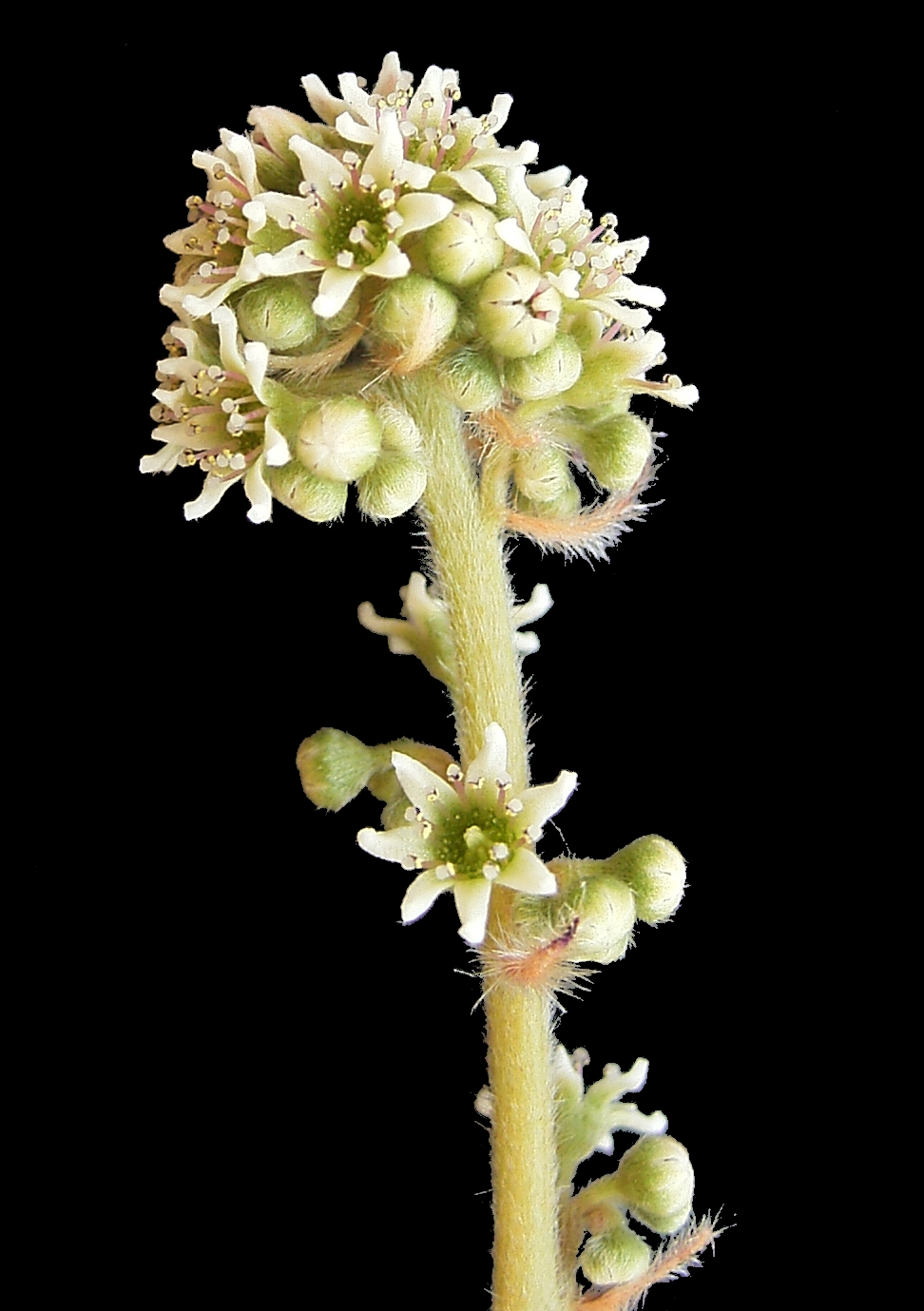
Cephalotus follicularis: inflorescência.

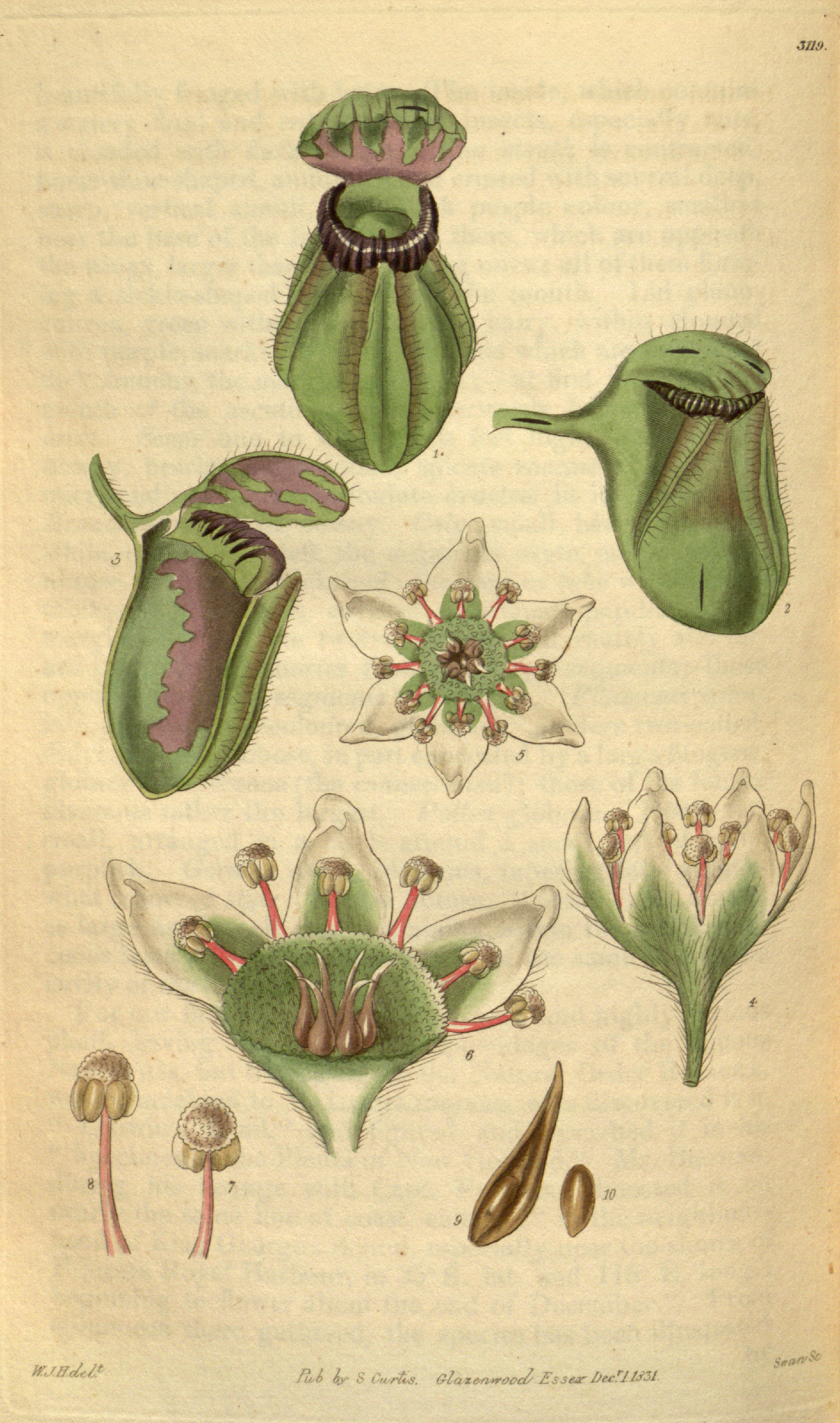
Cephalotus follicularis: gravura no Curtis's Botanical Magazine (ilustração de Ferdinand Bauer, Plate 3119).

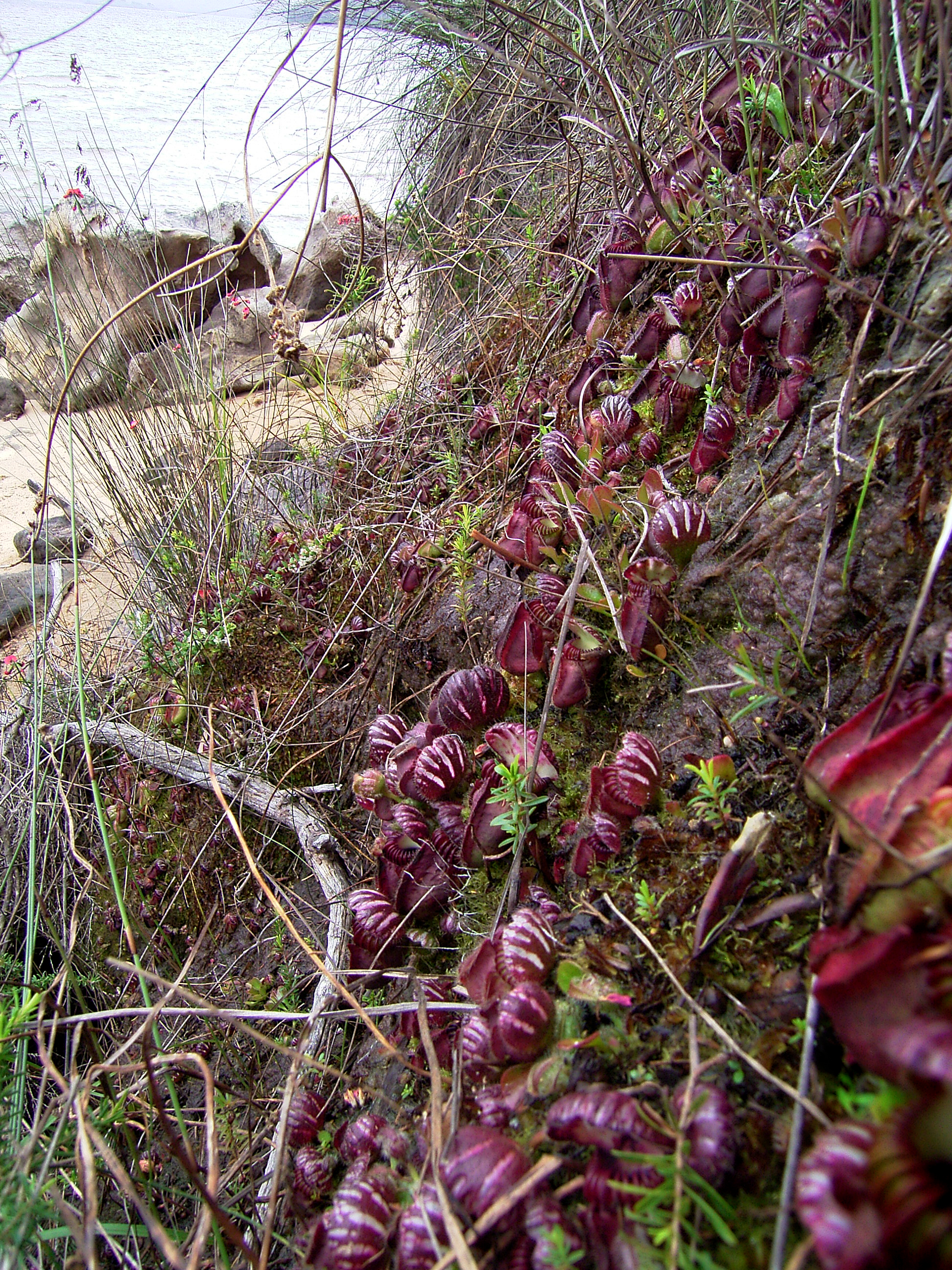
Cephalotus follicularis: hábito no seu habitat típico nas regiões costeiras do sudoeste da Austrália

Cephalotaceae é uma família monotípica de plantas com flor, pertencente à ordem Oxalidales, que tem como único género Cephalotus e como única espécie Cephalotus follicularis, uma planta herbácea carnívora (de mecanismo passivo) originária da Austrália.

## Descrição
A família monotípica Cephalotaceae contém apenas uma pequena herbácea carnívora, endémica no sudoeste da Austrália, mas cultivada e comercializada como planta ornamental exótica.

### Morfologia
Cephalotus follicularis é uma espécie herbácea de pequeno porte, de crescimento lento e limitado. As folhas perenes, que emergem de rizomas subterrâneos, são simples, com lâmina foliar inteira e permanecem perto do chão, dando à planta um hábito do tipo caméfito. As folhas insectívoras são pequenas e têm a aparência de um mocassim, formando o jarro que funciona como armadilha. Os jarros desenvolvem uma cor vermelha escura quando expostos continuadamente a altos níveis luminosidade, mas permanecem verdes em condições de sombra.
A folhagem ocorre num arranjo basal do tipo roseta basal, num arranjado apertado em que as folhas se posicionam com as lâminas das folhas modificadas voltadas para o exterior. O comprimento dessas folhas determina a altura à forma principal da espécie, conferindo-lhe uma altura acima do solo de cerca de 200 mm.
A armadilha em forma de jarro da espécie é semelhante às armadilhas de outras plantas carnívoras passivas. O peristoma na entrada da armadilha tem um arranjo com dentes longos que permite que a presa entre, mas impede sua fuga. A tampa sobre a entrada, o opérculo, impede que a água da chuva entre no jarro e dilua assim a enzima digestiva que existe no interior. Os insectos presos neste fluido digestivo são consumidos pela planta. O opérculo possui células translúcidas que confundem as presas, pois parecem manchas de céu.
A inflorescência é um agrupamento de flores pequenas, hermafroditas, de seis partes (hexâmeras) e actinomorfas, de coloração cremosa ou esbranquiçada.
No seu habitat natural, durante os meses mais frios do inverno (em que a temperatura do ar cai até cerca de 5 ºC), as plantas atravessam um período de dormência natural de cerca de 3 a 4 meses, desencadeado pela queda de temperatura e redução dos níveis de luz solar.

### Distribuição
A planta ocorre nos distritos costeiros do sul da província botânica do sudoeste da Austrália, estando registada a sua presença na região biogeográfica Warren, no sul da Jarrah Forest e nas Esperance Plains. O seu habitat preferencial é em areias turfosas húmidas em áreas pantanosas ou ao longo de ribeiras e riachos, mas é tolerante a situações menos húmidas. A sua população na natureza foi reduzida por destruição de habitat e excesso de colecta, sendo por isso classificada como espécie vulnerável (VU A2ac v2.3) pela IUCN. No entanto, essa classificação não está de acordo com a lista nacional de espécies ameaçadas da Austrália ou com a Lei de Conservação da Vida Selvagem de 1950, da Austrália Ocidental, que lista a espécie como não ameaçada.
As larvas de Badisis ambulans, uma mosca micropezídea (Micropezidae) sem asas que se assemelha a uma formiga, desenvolvem-se dentro dos jarros, nunca tendo sido encontradas em qualquer outro biótopo.

### Usos
Variedades e cultivares de Cephalotus são cultivados em todo o mundo, sendo uma importante espécie no comércio de floricultura para decoração. Na natureza, a plante prefere temperaturas quentes diurnas de até 25 graus Celsius durante a estação de crescimento, juntamente com temperaturas frias nocturnas. Geralmente é cultivada numa mistura de turfa de esfagno, perlita e areia, sendo desejável com uma razoável humidade do solo (60-80%). É propagada com sucesso a partir de estacas obtidas das raízes e folhas, geralmente das folhas não carnívoras, embora também possam ser utilizados os jarros. Um período de dormência é provavelmente crucial para a saúde a longo prazo da planta.
As plantas ficam coloridas de encarnado e castanho e crescem vigorosamente quando mantidas sob a luz directa do sol, enquanto as plantas cultivadas à sombra moderada permanecem verdes.
As plantas vivas foram entregues nos Kew Gardens por Phillip Parker King em 1823. Um espécime floresceu em 1827 e forneceu a fonte para uma ilustração publicada no Curtis's Botanical Magazine.
Existem várias dezenas de clones de Cephalotus em cultivo, sendo que nove foram oficialmente registados como cultivares.

## Filogenia e sistemática

### Filogenia
A posição da família Cephalotaceae no contexto da filogenia da ordem Oxalidales, conforme determinada pelo Angiosperm Phylogeny Group, é a seguinte:
|  | Connaraceae |
|  |             |
|  | Oxalidaceae |
|  |             |

|  | \| \| Brunelliaceae \| \| \| \| \| \| Cephalotaceae \| \| \| \| |
|  |                                                                 |
|  | Elaeocarpaceae                                                  |
|  |                                                                 |
|  | Brunelliaceae                                                   |
|  |                                                                 |
|  | Cephalotaceae                                                   |
|  |                                                                 |

|  | Brunelliaceae |
|  |               |
|  | Cephalotaceae |
|  |               |

|  | \| \| Brunelliaceae \| \| \| \| \| \| Cephalotaceae \| \| \| \| |
|  |                                                                 |
|  | Elaeocarpaceae                                                  |
|  |                                                                 |
|  | Brunelliaceae                                                   |
|  |                                                                 |
|  | Cephalotaceae                                                   |
|  |                                                                 |

|  | Brunelliaceae |
|  |               |
|  | Cephalotaceae |
|  |               |

|  | Connaraceae |
|  |             |
|  | Oxalidaceae |
|  |             |

|  | \| \| Brunelliaceae \| \| \| \| \| \| Cephalotaceae \| \| \| \| |
|  |                                                                 |
|  | Elaeocarpaceae                                                  |
|  |                                                                 |
|  | Brunelliaceae                                                   |
|  |                                                                 |
|  | Cephalotaceae                                                   |
|  |                                                                 |

|  | Brunelliaceae |
|  |               |
|  | Cephalotaceae |
|  |               |

|  | \| \| Brunelliaceae \| \| \| \| \| \| Cephalotaceae \| \| \| \| |
|  |                                                                 |
|  | Elaeocarpaceae                                                  |
|  |                                                                 |
|  | Brunelliaceae                                                   |
|  |                                                                 |
|  | Cephalotaceae                                                   |
|  |                                                                 |

|  | Brunelliaceae |
|  |               |
|  | Cephalotaceae |
|  |               |

|  | Connaraceae |
|  |             |
|  | Oxalidaceae |
|  |             |

|  | \| \| Brunelliaceae \| \| \| \| \| \| Cephalotaceae \| \| \| \| |
|  |                                                                 |
|  | Elaeocarpaceae                                                  |
|  |                                                                 |
|  | Brunelliaceae                                                   |
|  |                                                                 |
|  | Cephalotaceae                                                   |
|  |                                                                 |

|  | Brunelliaceae |
|  |               |
|  | Cephalotaceae |
|  |               |

|  | \| \| Brunelliaceae \| \| \| \| \| \| Cephalotaceae \| \| \| \| |
|  |                                                                 |
|  | Elaeocarpaceae                                                  |
|  |                                                                 |
|  | Brunelliaceae                                                   |
|  |                                                                 |
|  | Cephalotaceae                                                   |
|  |                                                                 |

|  | Brunelliaceae |
|  |               |
|  | Cephalotaceae |
|  |               |

|  | Connaraceae |
|  |             |
|  | Oxalidaceae |
|  |             |

|  | \| \| Brunelliaceae \| \| \| \| \| \| Cephalotaceae \| \| \| \| |
|  |                                                                 |
|  | Elaeocarpaceae                                                  |
|  |                                                                 |
|  | Brunelliaceae                                                   |
|  |                                                                 |
|  | Cephalotaceae                                                   |
|  |                                                                 |

|  | Brunelliaceae |
|  |               |
|  | Cephalotaceae |
|  |               |

|  | \| \| Brunelliaceae \| \| \| \| \| \| Cephalotaceae \| \| \| \| |
|  |                                                                 |
|  | Elaeocarpaceae                                                  |
|  |                                                                 |
|  | Brunelliaceae                                                   |
|  |                                                                 |
|  | Cephalotaceae                                                   |
|  |                                                                 |

|  | Brunelliaceae |
|  |               |
|  | Cephalotaceae |
|  |               |

|  | Connaraceae |
|  |             |
|  | Oxalidaceae |
|  |             |

|  | \| \| Brunelliaceae \| \| \| \| \| \| Cephalotaceae \| \| \| \| |
|  |                                                                 |
|  | Elaeocarpaceae                                                  |
|  |                                                                 |
|  | Brunelliaceae                                                   |
|  |                                                                 |
|  | Cephalotaceae                                                   |
|  |                                                                 |

|  | Brunelliaceae |
|  |               |
|  | Cephalotaceae |
|  |               |

|  | \| \| Brunelliaceae \| \| \| \| \| \| Cephalotaceae \| \| \| \| |
|  |                                                                 |
|  | Elaeocarpaceae                                                  |
|  |                                                                 |
|  | Brunelliaceae                                                   |
|  |                                                                 |
|  | Cephalotaceae                                                   |
|  |                                                                 |

|  | Brunelliaceae |
|  |               |
|  | Cephalotaceae |
|  |               |

|  | Connaraceae |
|  |             |
|  | Oxalidaceae |
|  |             |

|  | \| \| Brunelliaceae \| \| \| \| \| \| Cephalotaceae \| \| \| \| |
|  |                                                                 |
|  | Elaeocarpaceae                                                  |
|  |                                                                 |
|  | Brunelliaceae                                                   |
|  |                                                                 |
|  | Cephalotaceae                                                   |
|  |                                                                 |

|  | Brunelliaceae |
|  |               |
|  | Cephalotaceae |
|  |               |

|  | \| \| Brunelliaceae \| \| \| \| \| \| Cephalotaceae \| \| \| \| |
|  |                                                                 |
|  | Elaeocarpaceae                                                  |
|  |                                                                 |
|  | Brunelliaceae                                                   |
|  |                                                                 |
|  | Cephalotaceae                                                   |
|  |                                                                 |

|  | Brunelliaceae |
|  |               |
|  | Cephalotaceae |
|  |               |

|  | Connaraceae |
|  |             |
|  | Oxalidaceae |
|  |             |

|  | \| \| Brunelliaceae \| \| \| \| \| \| Cephalotaceae \| \| \| \| |
|  |                                                                 |
|  | Elaeocarpaceae                                                  |
|  |                                                                 |
|  | Brunelliaceae                                                   |
|  |                                                                 |
|  | Cephalotaceae                                                   |
|  |                                                                 |

|  | Brunelliaceae |
|  |               |
|  | Cephalotaceae |
|  |               |

|  | \| \| Brunelliaceae \| \| \| \| \| \| Cephalotaceae \| \| \| \| |
|  |                                                                 |
|  | Elaeocarpaceae                                                  |
|  |                                                                 |
|  | Brunelliaceae                                                   |
|  |                                                                 |
|  | Cephalotaceae                                                   |
|  |                                                                 |

|  | Brunelliaceae |
|  |               |
|  | Cephalotaceae |
|  |               |

|  | Connaraceae |
|  |             |
|  | Oxalidaceae |
|  |             |

|  | \| \| Brunelliaceae \| \| \| \| \| \| Cephalotaceae \| \| \| \| |
|  |                                                                 |
|  | Elaeocarpaceae                                                  |
|  |                                                                 |
|  | Brunelliaceae                                                   |
|  |                                                                 |
|  | Cephalotaceae                                                   |
|  |                                                                 |

|  | Brunelliaceae |
|  |               |
|  | Cephalotaceae |
|  |               |

|  | \| \| Brunelliaceae \| \| \| \| \| \| Cephalotaceae \| \| \| \| |
|  |                                                                 |
|  | Elaeocarpaceae                                                  |
|  |                                                                 |
|  | Brunelliaceae                                                   |
|  |                                                                 |
|  | Cephalotaceae                                                   |
|  |                                                                 |

|  | Brunelliaceae |
|  |               |
|  | Cephalotaceae |
|  |               |

Cephalotaceae é o grupo irmão da família monogenérica Brunelliaceae, formando um clado que por sua vez é o grupo irmão das famílias Cunoniaceae e Elaeocarpaceae.

### Sistemática
O nome genérico Cephalotus deriva do grego clássico: κεφαλή "cabeça", e οὔς/ὠτός "orelha", termos utilizados para descrever a morfologia do ápice da antera que se assemelha a uma orelha. O género é um táxon monotípico, tendo como única espécie Cephalotus follicularis, uma pequena planta carnívora australiana conhecida em inglês (e no comércio internacional de floricultura) pelos nomes comuns de Albany pitcher plant, Western Australian pitcher plant, Australian pitcher plant ou fly-catcher plant. O termo pitcher alude à conspícua armadilha em forma de copo (ou jarro) que caracteriza estas plantas.
Os primeiros espécimes para fins botânicos foram colectados durante a visita do HMS Investigator a King George Sound em dezembro de 1801 e janeiro de 1802. A 2 de janeiro de 1802, o botânico da expedição Robert Brown, escreveu no seu diário:
"Permaneci a bordo. Descrevi algumas plantas. Mr. Good foi procurar a planta-jarro que os senhores Bauer & Westall encontraram ontem em flor. Regressou com ela à noite."
Esta situação representa a referência documental mais antiga a esta espécie, que embora não seja totalmente inequívoca quanto à primeira recolha, é geralmente tomado como evidência de que a planta foi descoberta por Ferdinand Bauer e William Westall a 1 de janeiro de 1802. Quer tenha havido ou não uma herborização anterior, tal é, no entanto, em grande parte imaterial, pois todas os exemplares recolhidos foram incorporadas na colecção de Robert Brown sem atribuição, sendo por isso Brown considerado como o colector em contextos botânicos.
Brown inicialmente atribuiu em forma manuscrita o binome "'Cantharifera paludosa' KG III Sound" à espécie, mas este nome não foi publicado, nem seria Brown a publicar a primeira descrição.
No ano imediato foram recolhidos novos espécimes por Jean Baptiste Leschenault de la Tour, o botânico que integrava a expedição liderada por Nicolas Baudin. Em 1806, Jacques Labillardière usou estes espécimes como base para a sua publicação da espécie na obra Novae Hollandiae plantarum specimen. Labillardière não atribuiu a recolha a Leschenault não o nomeando como colector, e durante muito tempo considerou-se que Labillardière havia colectado a planta durante a sua visita àquela região na década de 1790. Em correspondência particular, Brown erroneamente considera Labillardière como o descobridor da planta.
O espécime de Leschenault era uma planta frutificada, mas o fruto estava em más condições e, como resultado, Labillardière colocou erroneamente a espécie na família Rosaceae. Este erro apenas foi corrigido após melhores espécimes de frutificação terem sido colectados por William Baxter na década de 1820. Estes foram examinados por Robert Brown, que concluiu que a planta merecia sua própria família e, portanto, erigiu Cephalotaceae. A espécie permanece nesta família monogenérica desde então.
Cephalotus follicularis é uma rosídea avançada, mais próximo da macieira e dos carvalhos do que de outras plantas carnívoras passivas (de jarro) como as da família Nepenthaceae (que são eudicotiledóneas basais) e Sarraceniaceae (asterídeas basais). A colocação da sua família monotípica Cephalotaceae na ordem Saxifragales foi abandonada, sendo agora inserida na ordem de Oxalidales, onde está mais estreitamente relacionado do ponto de vista filogenético com as Brunelliaceae, Cunoniaceae e Elaeocarpaceae.
O arranjo monotípico da família e do género é indicativo de um alto grau de endemismo, sendo esta uma das quatro espécies da região que integram taxa monotípicos.

## Galeria

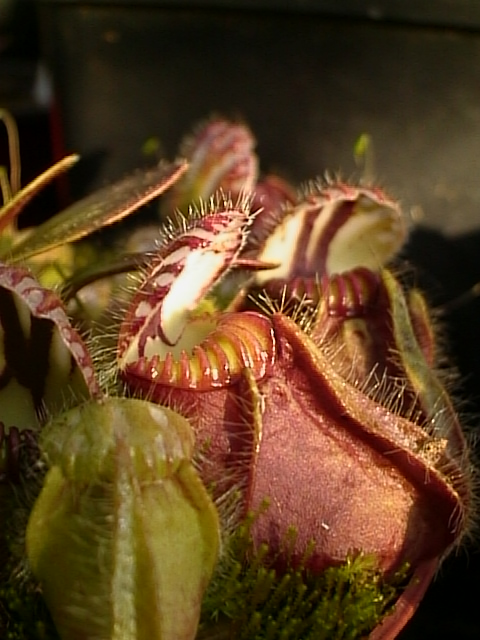
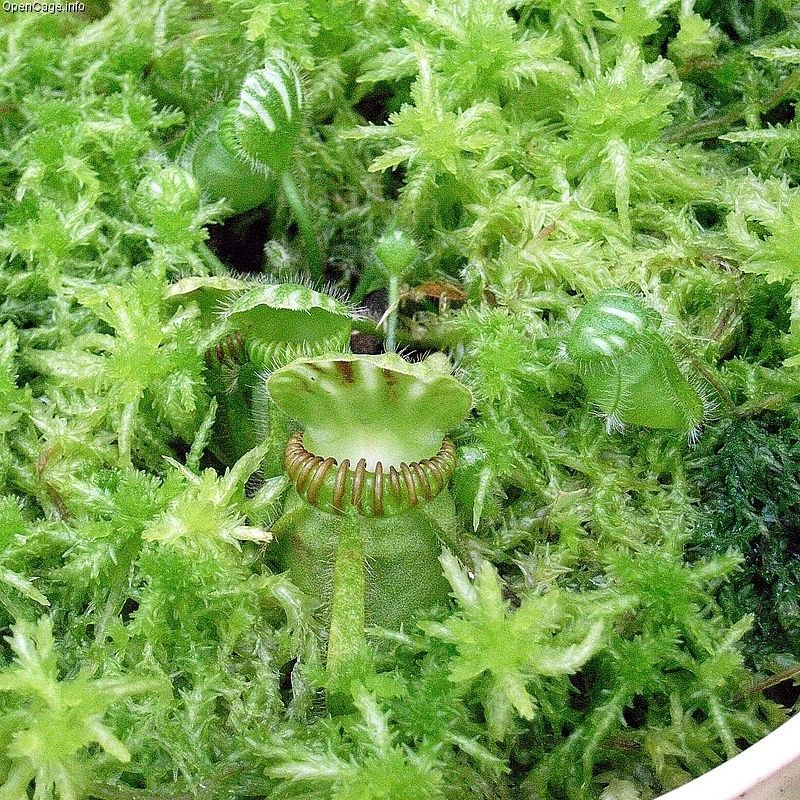
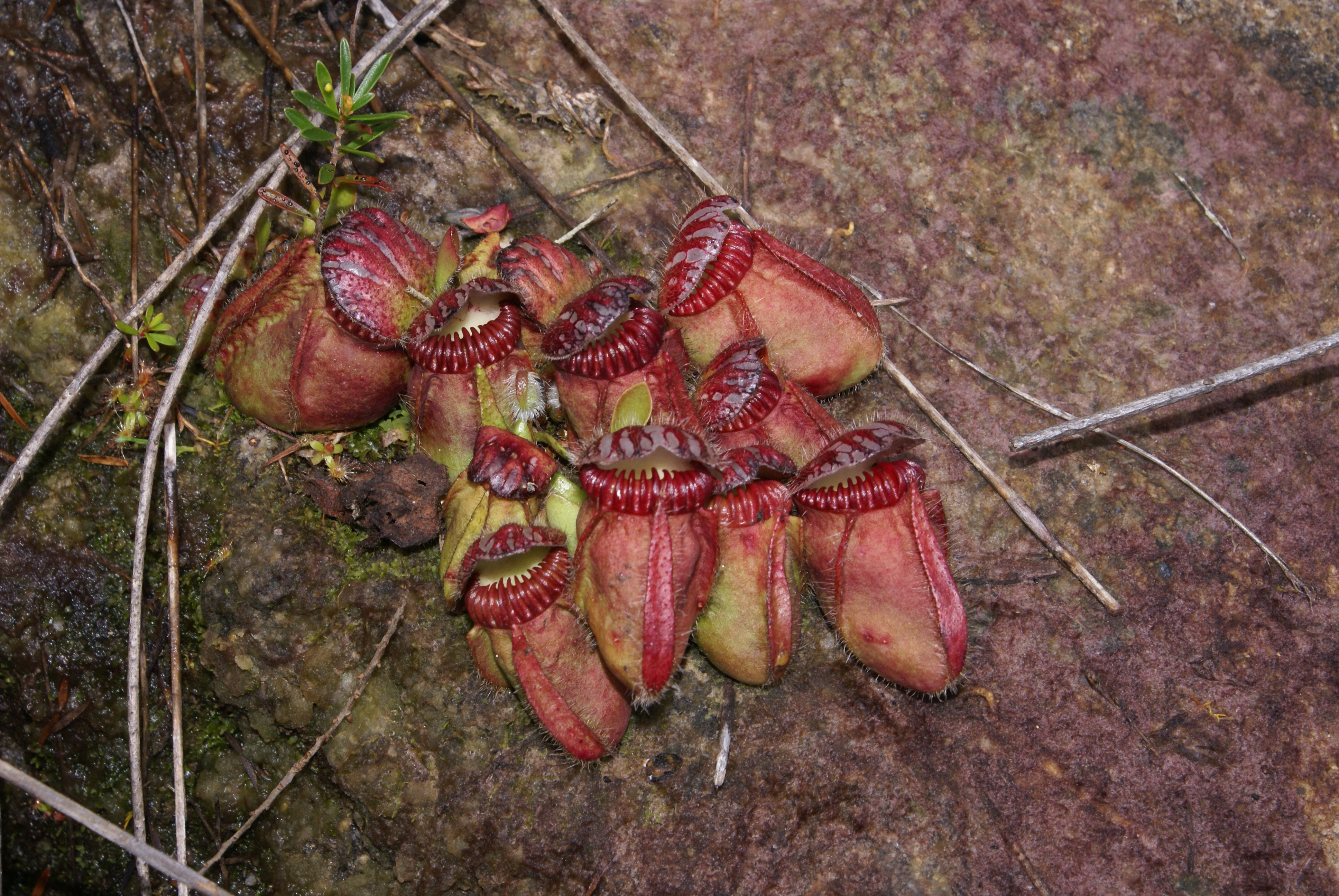
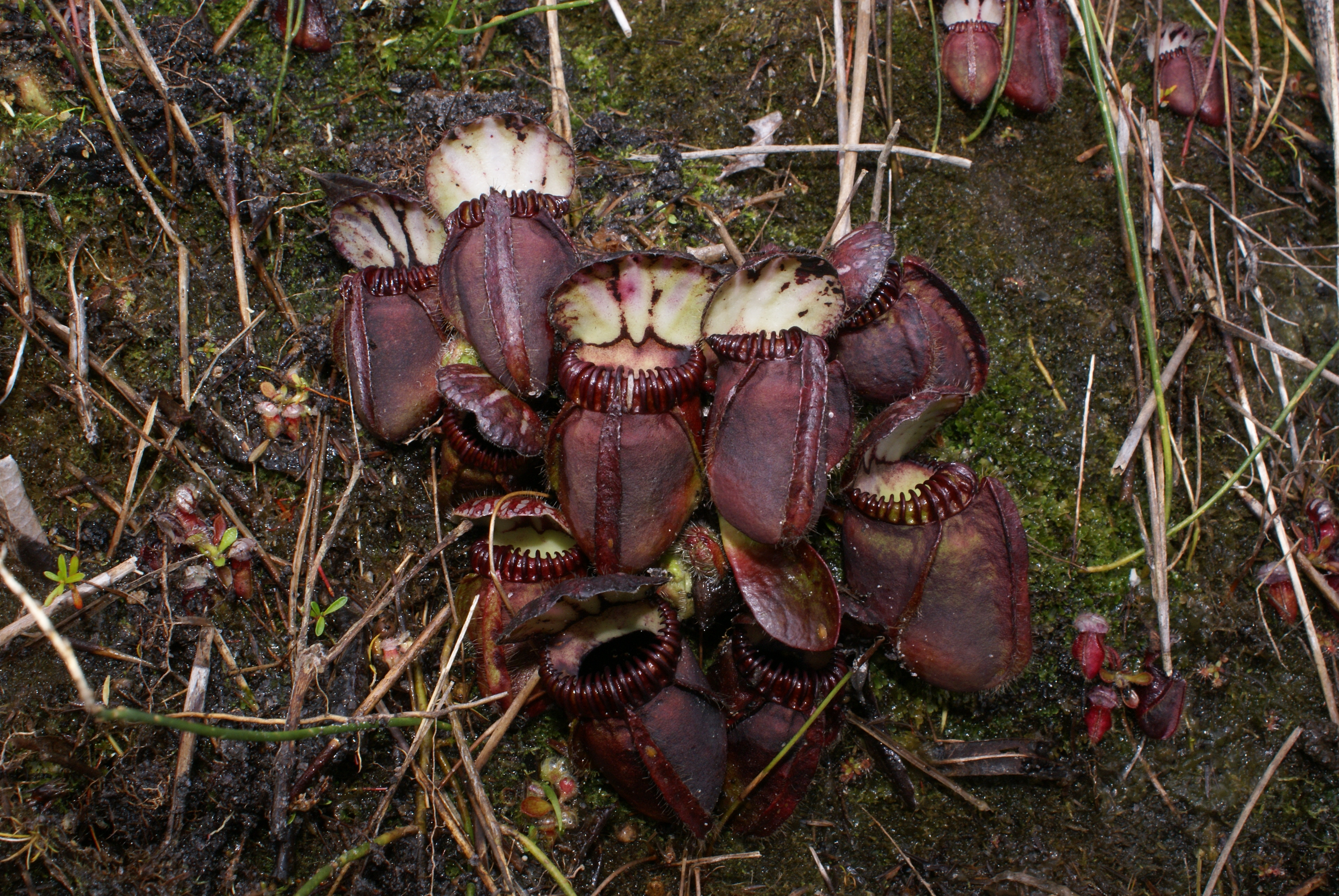
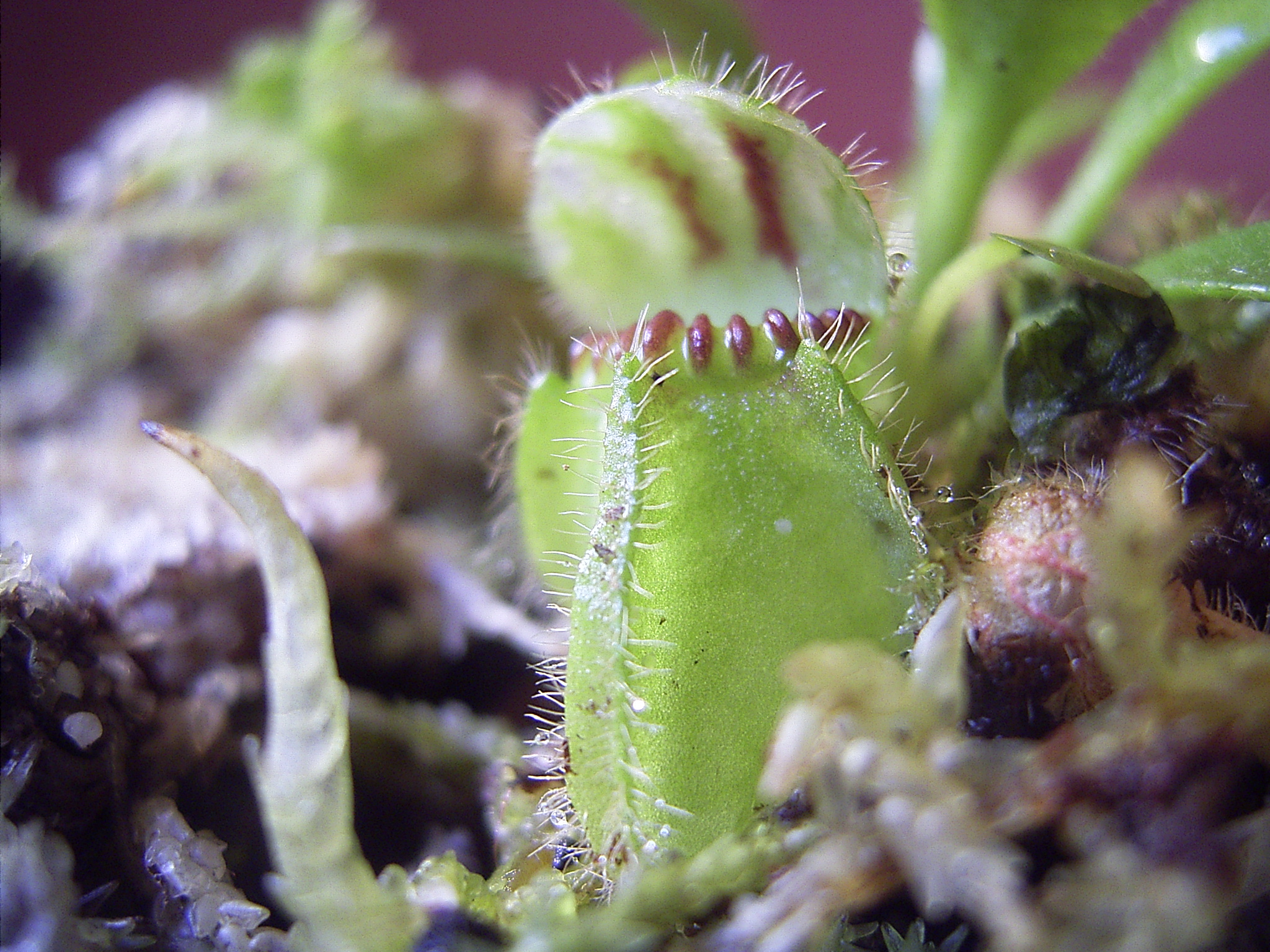
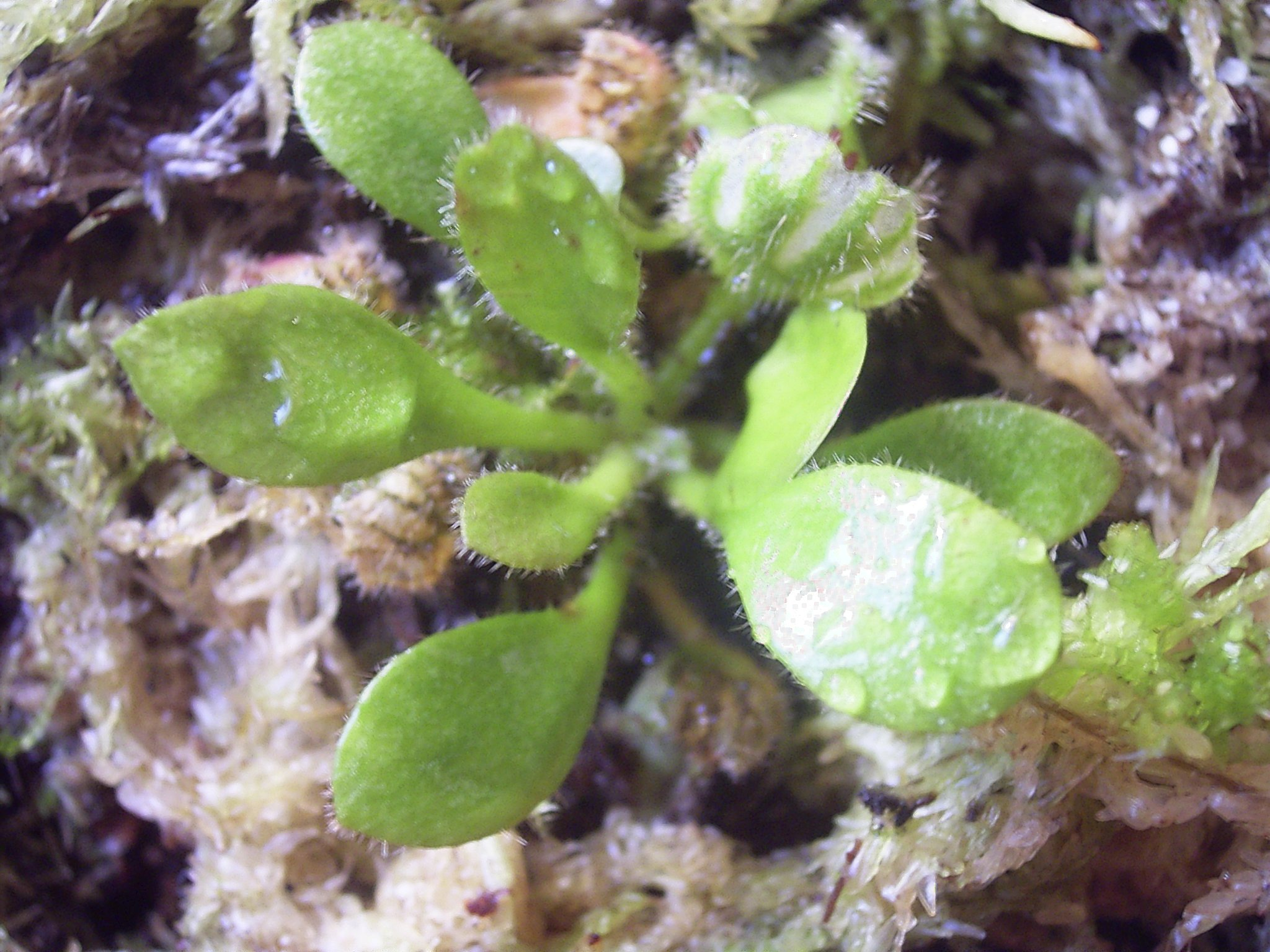
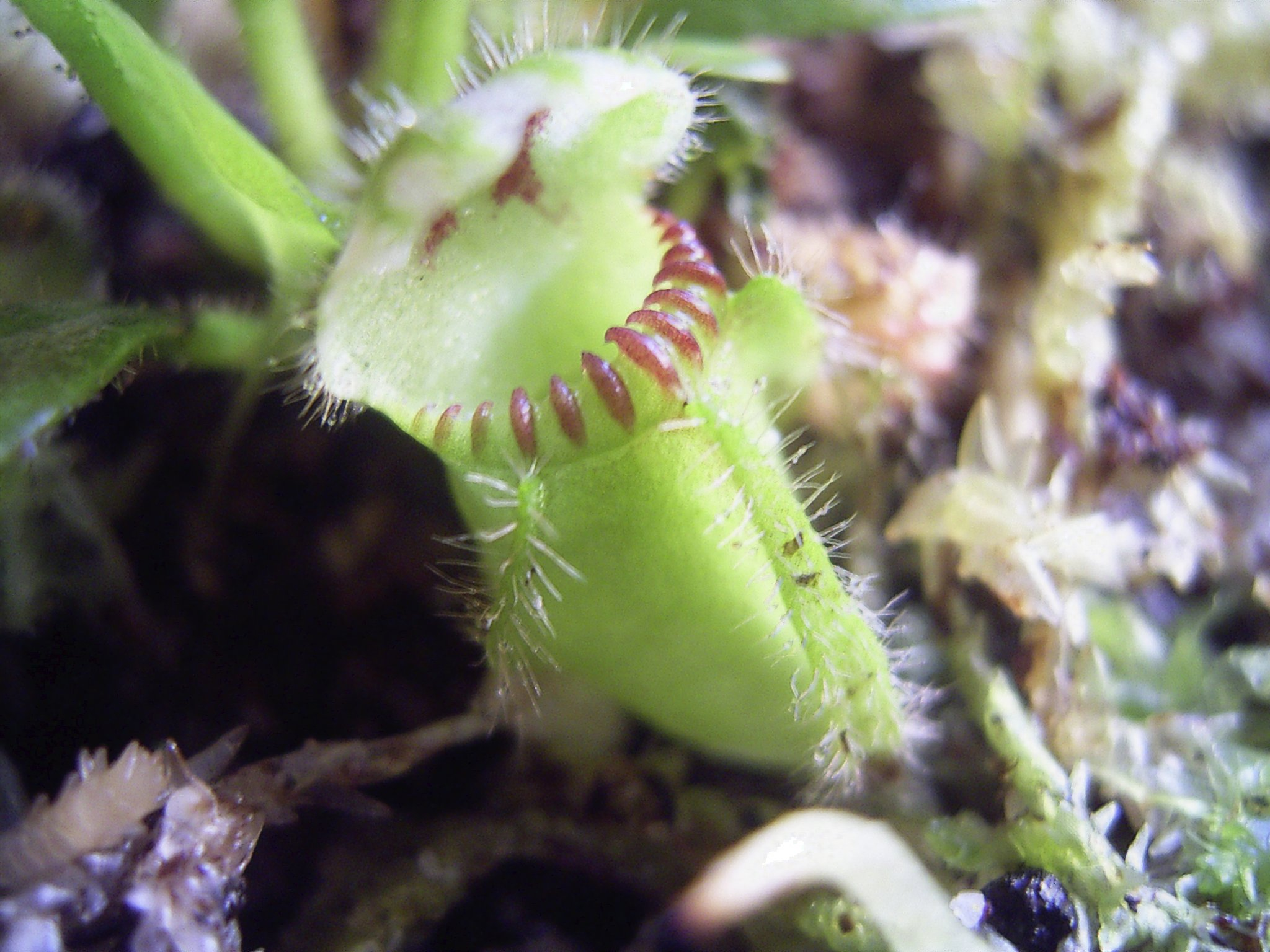
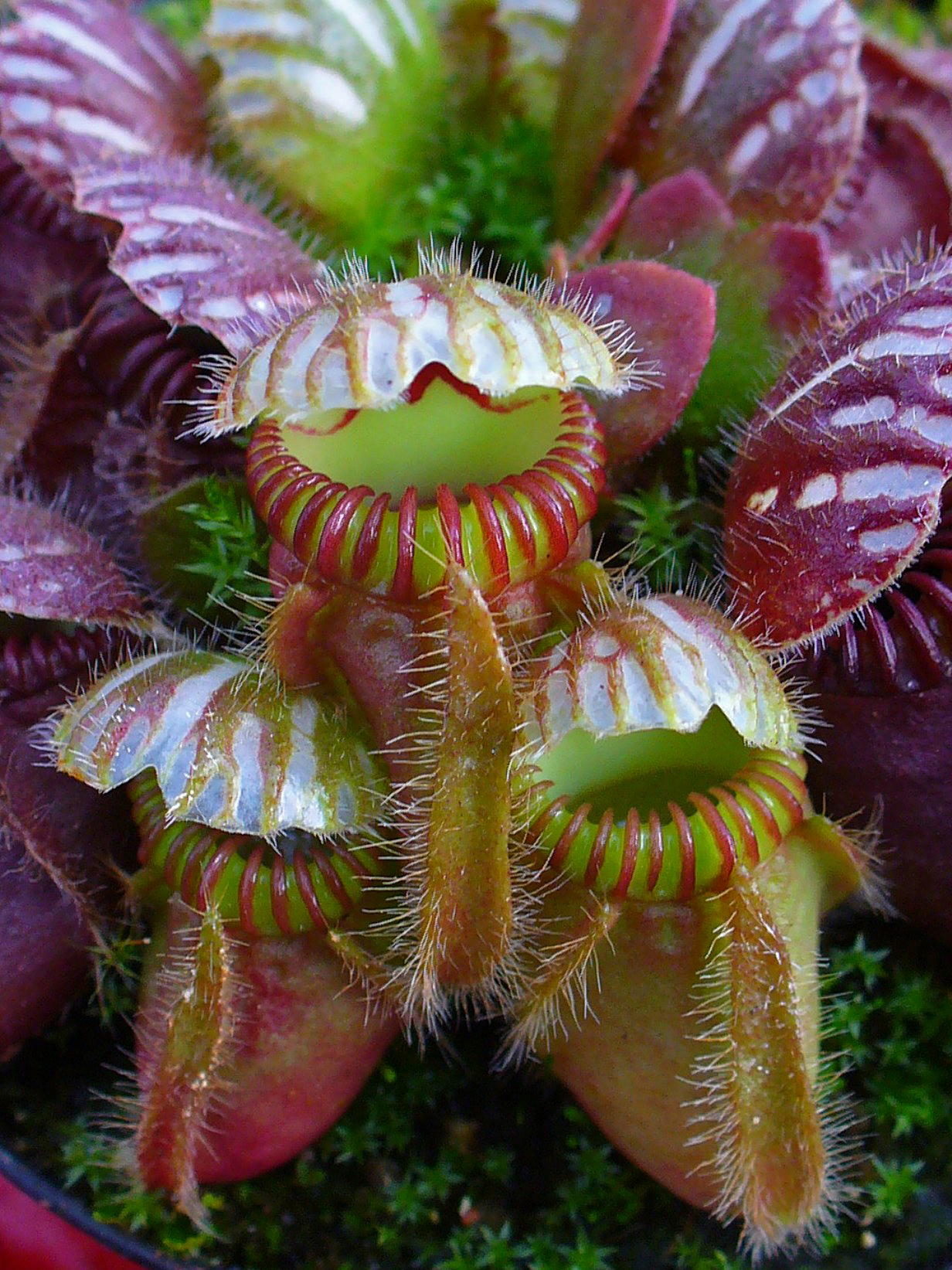